# 科科·高夫
科丽·迪翁·“科科”·高夫（英語：Cori Dionne "Coco" Gauff，/ˈɡɑːf/；2004年3月13日—）是美國女子网球运动员。她以青少年球员（19岁）的身份在2023年美国网球公开赛上获得了首个大满贯冠军。
高夫目前在WTA巡回赛拥有10个单打（包括2023年美網、2024年WTA年終賽和2025年法網），以及10个双打冠军，并在2022年8月15日获得WTA双打世界排名第一。
高夫在2019年林茨女子网球赛上，以「幸運落敗者」身份，打入女單決賽，並在决賽擊敗前法網女單、女單拉脫維亞名將奧斯塔朋科，赢得了她的首个WTA巡回赛单打冠军，当时她只有15岁零7个月，是自2004年以来最年轻的巡回赛单打冠军获得者。 （页面存档备份，存于）
她的大部分双打冠军是和杰茜卡·佩古拉获得的，两人在場外同時也是好朋友。2021年，她在美国网球公开赛女子双打比赛中首次进入大满贯决赛，并在2022年法国网球公开赛上首次进入大满贯单打决赛。2023年，她在辛辛那提大师赛上赢得了她的第一个WTA1000冠军，并在美国公开赛上赢得了她的第一个大单打冠军。

## 個人生活
高夫出生于2004年3月13日，母亲坎迪（Candi），本姓奥多姆（Odom），父亲是科里·高夫（Corey Gauff），全家自佛罗里达州的德尔雷比奇。她有两个弟弟，分别是小她四岁的科迪（Codey）和小她九岁的卡梅伦（Cameron）。她的父亲曾在佐治亚州立大学打篮球，后来从事医疗保健行业，母亲曾是佛罗里达州立大学的田径运动员，后来从事教育工作。
高夫在亚特兰大长大，四岁时在电视上看到塞雷娜·威廉姆斯赢得2009年澳大利亚网球公开赛单打冠军后，对网球产生了浓厚的兴趣。她的父母鼓励她尝试多种运动，包括篮球和田径。她六岁时开始打网球，并决定将网球作为自己的职业，因为这是一项个人运动，而且她在八岁时就赢得了「小莫」（Little Mo）八岁及以下组全国比赛的冠军。高夫回忆说：「我不太喜欢团队合作。我喜欢网球。一开始我打得很一般，因为小时候我根本不想练习。我只想和朋友们一起玩。八岁那年，我开始打『小莫』，从那以后，我就决定一辈子打网球了。」
高夫七岁时，为了让她有更好的训练机会，全家搬回了德拉海滩。他们最初与科科的外婆住在一起，后来才有了自己的房子。 在佛罗里达期间，她从八岁起就在新一代网球学院（New Generation Tennis Academy）跟随杰拉德·罗格洛（Gerard Loglo）学习。高夫的父母放弃了他们的事业，专注于训练他们的女儿。她的父亲后来成为她的主教练，而母亲则负责监督她的家庭教育。
不过她父亲从小到大打网球的经验有限。10岁时，高夫开始在塞雷娜·威廉姆斯的长期教练帕特里克·莫拉托格鲁在法国开办的莫拉托格鲁学院（Mouratoglou Academy）接受训练。莫拉托格鲁说：「我永远记得第一次见到科科的情景。她在2014年来到莫拉托格鲁学院试训，她的决心、运动能力和拼搏精神给我留下了深刻印象……当她看着你，告诉你她将成为世界第一时，你只能相信。」通过自己的冠军种子基金会（Champ'Seed fund）帮助赞助高夫，他创建该基金会的目的是为那些没有经济能力负担高水平训练的天才少年提供资助。
高夫不断取得成功，在10岁零3个月时就赢得了美国网球协会全国12岁及以下级别泥地赛事冠军（USTA Clay Court National 12-and-under），成为该赛事历史上最年轻的冠军。

## 青少年时期

### 大滿貫

#### 女单冠军（1）
| 年份 | 赛事            | 場地 | 決賽對手 | 勝方比分           |
| ---- | --------------- | ---- | -------- | ------------------ |
| 2018 | 法網 (青少年組) | 红土 | 麥克納利 | 1–6、6–3、7–6(7–1) |

#### 女单亚军（1）
| 年份 | 赛事            | 場地 | 決賽對手   | 勝方比分 |
| ---- | --------------- | ---- | ---------- | -------- |
| 2017 | 美網 (青少年組) | 硬地 | 阿尼西莫娃 | 6-0、6-2 |

### 其他主要比賽

#### 女单冠军（1）
| 年份 | 赛事       | 場地 | 決賽對手 | 勝方比分      |
| ---- | ---------- | ---- | -------- | ------------- |
| 2018 | 橙碗 (u18) | 硬地 | 鄭欽文   | 6-1、3-6、6-4 |

高夫年少成名，曾是世界排名第一的青少年选手。2016年，她以12岁的年龄参加了著名的Les Petits As14岁及以下锦标赛，并闯入半决赛。高夫13岁时开始参加ITF青少年巡回赛，直接跳级参加最高级别的A级和1级赛事。她在职业生涯的第三项赛事——在马里兰州的举行的一级赛乔治王子郡青少年网球锦标赛（Prince George's County Junior Tennis Championships）中不敌贾米·福利斯获得亚军。在下一项赛事中，高夫在 2017年美国网球公开赛上首次参加青少年大满贯赛事，并在决赛中不敌阿曼达·阿尼西莫娃获得亚军。高夫成为美国网球公开赛历史上最年轻的青少年女单决赛选手。
2018年伊始，高夫在澳大利亚举行的青少年一级赛特拉拉尔贡青少年国际赛（Traralgon Junior International）中打进半决赛，之后她在澳大利亚网球公开赛青少年女单比赛中输掉了首轮比赛。直到法网，她才再次参加单打比赛，并赢得了职业生涯首个大满贯青少年赛事冠军。在决赛中，她在落后的情况下连扳三盘击败了凯蒂·麦克纳利。一个月后，她在罗汉普顿一级青少年国际网球赛（Grade 1 Junior International Roehampton）中又一次在决赛中战胜麦克纳利，成为世界排名第一的青少年选手。
高夫在当年最后两站大满贯赛事中均闯入八强。在温布尔登网球锦标赛上，她与搭档玛丽亚·洛德斯·卡莱一起闯入双打半决赛，并在美国网球公开赛上与麦克纳利一起赢得了她的首个青少年大满贯双打冠军。高夫和麦克纳利在决赛中直落两盘击败了同胞黑莉·巴普蒂斯特和达莱娜·休伊特。9月，高夫代表美国队参加青少年联合会杯，她们与乌克兰队会师决赛并赢得了青青少年联合会冠军。高夫在这一年的橘子碗国际网球锦标赛比赛中再次获得A级单打冠军，她在2018年橙碗u18女單决賽，打敗比她年長兩歲的鄭欽文奪冠。，赛季结束时她的世界排名仅次于克拉拉·比雷尔，位列第二。

## 網球生涯

### 2019
溫布頓網球錦標賽，高夫從會外賽進入會內賽，第一輪便擊敗自己的偶像，五屆冠軍維納斯·威廉絲，一路闖進最後16強，才輸給了後來的冠軍西莫娜·哈勒普。
美國網球公開賽，單打比賽中，連過兩關，第三輪敗給當時的世界球后大坂直美。
10月13日高夫在奧地利舉行的林茨網球公開賽決賽，以6:3、1:6及6:2總盤數2:1擊敗前法網冠軍拉脫維亞名將奧絲達賓高，職業生涯首次獲得WTA女單冠軍。

### 2020
澳洲網球公開賽，高夫一路過關斬將，第三輪中淘汰去年澳網單打冠軍，前球后大坂直美。在十六強才輸給最後的冠軍，同胞選手索菲亞·科寧。

### 2022：首次大满贯单打决赛、单打第四、双打第一
高夫在法国网球公开赛上首次闯入大满贯单打决赛，但直落两盘输给了伊加·斯维泰克。她与杰西卡·佩古拉搭档打进双打决赛，但被卡罗琳·加西亚和克里斯蒂娜·姆拉德诺维奇击败。
加拿大公开赛上，单打半决赛输给了最终的冠军西蒙娜·哈勒普。双打和佩古拉搭档以三号种子身份进入半决赛，击败了五号种子德西拉·克劳奇克和黛米·舒尔斯。接下来，他们在半决赛中击败了麦迪逊·凯斯/萨尼亚·米尔扎，并在决赛中击败了妮可·梅利查尔/艾伦·佩雷斯，共同赢得了第二个WTA1000冠军头衔，以及高夫成为世界排名第一的双打选手。

### 2023：美国公开赛和辛辛那提单打冠军，迈阿密双打冠军
2023年迈阿密公开赛双打比赛中，高夫与搭档杰西卡·佩古拉一起赢得了她的第五个和第三个WTA1000双打冠军。他们在决赛中击败莱拉·费尔南德斯和泰勒·汤森，成为22年来第一对赢得迈阿密公开赛双打冠军的美国本土组合。
草地赛季前6月开始高芙与刚刚和郑钦文结束合作的教练佩雷·里巴合作，并聘请网坛名宿布拉德·吉尔伯特为顾问。在之后的美网系列赛中，高芙取得了职业生涯最高成绩。八月，高夫在决赛中击败玛丽亚·萨卡里，赢得华盛顿公开赛。这是高夫的第一个WTA500单打冠军，也是她迄今为止最大的单打冠军。高夫在2023年辛辛那提公开赛上赢得了她的第一个WTA1000冠军，在半决赛中击败了世界排名第一的伊加·斯维泰克，并在决赛中击败了世界排名第十的卡罗琳娜·穆乔娃。
9月9日，高芙在美国网球公开赛女单决赛上凭借出色的防守和稳定的击球以三盘逆转擊敗新的世界第一萨巴伦卡，职业生涯首次获得大满贯女单冠军。成为自1999年塞雷娜·威廉姆斯以来第一位赢得美国公开赛冠军的美国青少年，2023年9月11日的世界排名达到了世界第三。她的胜利获得了300万美元的奖金，与男子单打冠军一样——2023年是美网男女同工同酬50周年。

### 2024：首次世界第二、法網雙打冠軍、美網衛冕失敗、中網及WTA年終賽單打冠軍
在2024年法國網球公開賽上，她與新搭檔卡特琳娜·辛妮亞柯娃在決賽中擊敗了11號種子薩拉·埃拉尼和賈斯明·保利尼，舉起了她的第一個大滿貫雙打獎盃。在單打方面，她進入半決賽並被最終冠軍伊加·斯瓦泰克擊敗，但儘管失利，她還是在6月10日創下了單打世界排名第二的職業生涯新高。高芙被她的奧運隊友選為2024年巴黎夏季奧運會開幕式上的美國女旗手，成為獲此殊榮的最年輕的運動員。單打比賽，她在第三輪出局，直落兩盤輸給最終銀牌得主維基奇。
在美網女單十六強，她不敵同胞好友纳瓦罗，宣告衛冕失敗。
9月中旬，她與教練吉爾伯特分道揚鑣，之後她在中網打入女單决賽，並擊敗了捷克好手穆霍娃，奪得冠軍。並在接着舉行的武汉公开赛打入女單四強，僅敗於最後冠軍萨巴伦卡。
儘管一整年的狀態有所起伏，但一直都維持在有相當競爭力的水準，包括取得澳網及法網女單四強，以及中網女單冠軍等成績，令她的年賽賽前冠軍排名達到第三，並入圍2024WTA年終總決賽單打比賽。 她在年終賽表現出色，接連擊敗世界第二兼剋星（賽前對賽1:11）的斯维亚特克和世界第一的萨巴伦卡，並在决賽以1-2盤數，反勝巴黎夏季奧運會女單金牌得主、中国好手鄭欽文，首奪冠軍。

## 赞助商
高夫使用的是海德Boom MP 2022球拍，配有16根主弦和19根横弦。New Balance是她的服装和网球鞋赞助商。
2018年10月，高芙与 New Balance签订了她的第一份多年期赞助合同。在2021年法国网球公开赛上，高芙身着New Balance有大胆的错位拼色的球衣，与双打搭档维纳斯·威廉姆斯的全白服装形成鲜明对比。
2019年3月，她宣布与意大利食品公司百味来（Barilla）签订多年赞助协议，该公司也是罗杰·费德勒的赞助商。

## 个人生活
高夫是一名基督徒。从8岁起，她每场比赛前都会和父亲一起祈祷自己和对手平安。 2023 年 8 月赢得辛辛那提公开赛后，她说：“……我要感谢我的主和救主耶稣基督。我独自度过了很多个夜晚，哭泣着试图找出答案。我还有很多事情需要弄清楚，但我感谢他保护了我。”在 2023 年 9 月赢得第一个大满贯冠军后，她说：“……我不祈祷结果，我只要求我有力量全力以赴，无论发生什么。我这一生真是太幸运了。“
高夫的网球偶像是威廉姆斯姐妹。高芙原名Cori，在转职后选择使用Coco作为自己名字。
高芙是一位动漫迷。

## 职业生涯统计

### 女單冠軍（2）/ 女單亞軍（1）
| 成績 | 年份 | 比賽 | 場地     | 決賽對手 | 比分          |
| ---- | ---- | ---- | -------- | -------- | ------------- |
| 亞軍 | 2022 | 法網 | 室外紅土 | 斯威雅蒂 | 1-6、3-6      |
| 冠軍 | 2023 | 美網 | 室外硬地 | 萨巴伦卡 | 2-6、6-3、6-2 |
| 冠軍 | 2025 | 法網 | 室外紅土 | 萨巴伦卡 | 6-7、6-2、6-4 |

### 女雙冠軍（1）/ 女雙亞軍（2）
| 成績 | 年份 | 比賽 | 場地     | 搭檔     | 決賽對手            | 比分          |
| ---- | ---- | ---- | -------- | -------- | ------------------- | ------------- |
| 亞軍 | 2021 | 美網 | 室外硬地 | 麦克纳利 | 張帥 斯托瑟         | 3-6、6-3、3-6 |
| 亞軍 | 2022 | 法網 | 室外紅土 | 皮古拉   | 加西亞 美拉德諾維奇 | 6-2、3-6、2-6 |
| 冠軍 | 2024 | 法網 | 室外紅土 | 丝妮柯娃 | 埃拉尼 保利尼       | 7–6(7–5), 6–3 |

### WTA年終賽

#### 女單冠軍（1）
| 年份 | 場地     | 決賽對手 | 勝方比分           |
| ---- | -------- | -------- | ------------------ |
| 2024 | 室內硬地 | 鄭欽文   | 3–6、6–4、7–6(7–2) |

### WTA巡迴賽

#### 女單冠軍（10）
- 2019 (1) - 林茨
- 2021 (1) - 艾米利亞-羅馬涅（帕尔马女子公开赛）
- 2023 (4) - 奥克兰（ASB經典賽）、華盛頓（穆巴達拉花旗銀行特區公開賽）、辛辛那堤1000賽、美網
- 2024 (3) - 奥克兰（ASB經典賽）、北京1000賽（中国公开赛）、WTA年終賽
- 2025 (1) - 法網

#### 女單亞軍（3）
- 2022 (1) - 法網
- 2025 (2) - 馬德里1000賽、羅馬1000賽

### 聯合盃
- 2025 冠軍 (决賽：美國  2-0 波蘭  )

## 外部連結
- 科科·高夫的国际女子网球协会官方資料（英文）
- 科科·高夫的國際網球總會 職業／青少年 官方資料（英文）